# 야마시타 마유미
야마시타 마유미(일본어: 山下 まゆみ,1975년 11월 22일~)는 일본의 유도 선수로 2000년 하계 올림픽에서 여자 헤비급 동메달을 획득했다.